# Ньюэлл, Эдмунд
Э́дмунд Нью́элл (англ. Edmund Newell; 27 июля 1857, Чикаго, Иллинойс, США — 23 декабря 1915, Лондон, Великобритания), более известный как Генерал Грант-младший (англ. General Grant Jr.) и Майор Э́двард Нью́элл (англ. Major Edward Newell) — цирковой артист, лилипут, выступавший в труппе американского антрепренёра Финеаса Тейлора Барнума вместе с женой-лилипуткой Минни Уоррен, её сестрой Лавинией Уоррен и мужем Лавинии лилипутом Чарльзом Шервудом Стрэттоном по прозвищу Генерал Том-Там («Генерал Мальчик-с-пальчик»).
Родился в Чикаго в семье Эдмунда С. Ньюэлла (англ. Edmund S. Newell) и Сары Эллен Джиммерсон (англ. Sarah Ellen Jimmerson). В 1878 году жена Эдмунда Минни умерла при родах. После её смерти Эдмунд переехал в Англию, где «чудесным образом» вырос до нормальных размеров и 5 апреля 1888 года женился на женщине обычного роста — Мэри Энн Дрейк (англ. Mary Ann Drake). От этого брака родились двое детей: сын Эдмунд Чарльз Джеффриз Ньюэлл (англ. Edmund Charles Jeffreys Newell) и дочь Дэйзи Луиз Ньюэлл (англ. Daisy Louise Newell). Жил в Лондоне; умер в фешенебельном лондонском квартале Марилебон.